# دستگاه تراش فلز

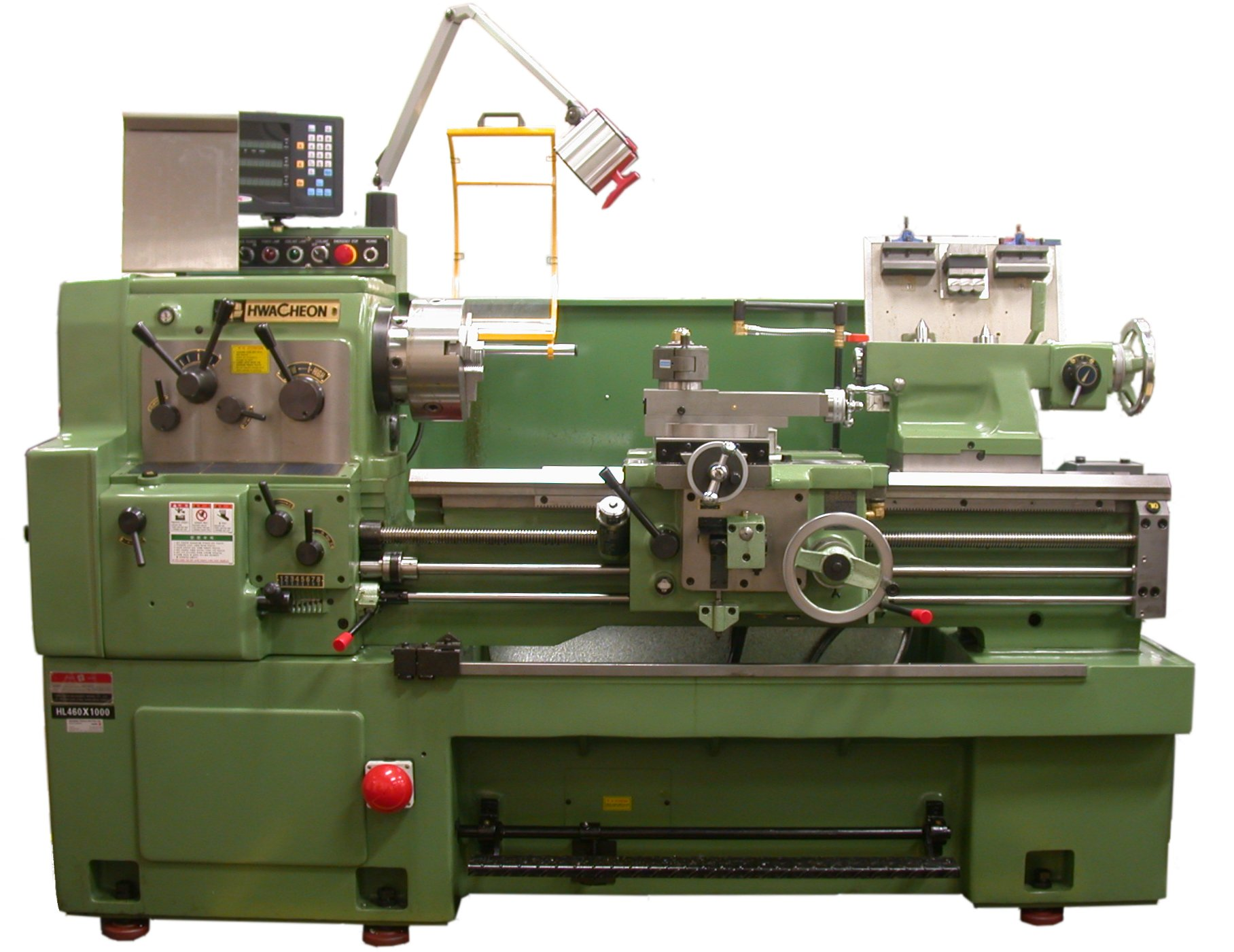
یک نمونه ماشین تراشکاری

دستگاه تراش فلز (به انگلیسی: Metal lathe) ابزاری است که برای تراش دقیق قطعات سخت و نسبتاً سخت به کار می‌رود. اگرچه این دستگاه ابتدا برای تراش فلزات طراحی شد اما برای برش پلاستیک و دیگر مواد نیز از آن‌‌ استفاده می‌شود. اساس کار این دستگاه بدین گونه است که قطعه در گیره‌ای دوار قرار گرفته و ابزار برش می‌تواند به صورت خطی حرکت کند. با تماس قطعه در حال چرخش با ابزار (مثل مته) از قطعه بار برداشته می‌شود و با حرکت عموماً افقی و عمودی ابزار، عمق برش و محل باربرداری تنظیم می‌شود و به شکل دلخواه مورد نظر می‌رسیم‌‌‌‌.

## نحوه ساخت و اجزای دستگاه
انواع ماشین تراش اغلب برای تراشکاری و شکل دادن به قطعات فلزی و چوبی طراحی شده‌اند. دستگاه‌های تراشکاری بسته به هدف و کاربرد، در شکل‌ها و اندازه‌های مختلف ساخته می‌شوند و در انواع مختلفی طراحی و ساخته می‌شوند که از نظر استحکام، ابعاد، نوع جعبه دنده و موتور می‌تواند متنوع باشد ولی شیوه عملکرد تمامی آنها یکسان است که در ادامه بررسی می‌شود.
تجهیزات دستگاه‌های تراش به‌صورت عمومی در دو بخش سر دستگاه و بستر دستگاه طبقه‌بندی می‌شوند.

### سر دستگاه(بهانگلیسی:HeadStock)

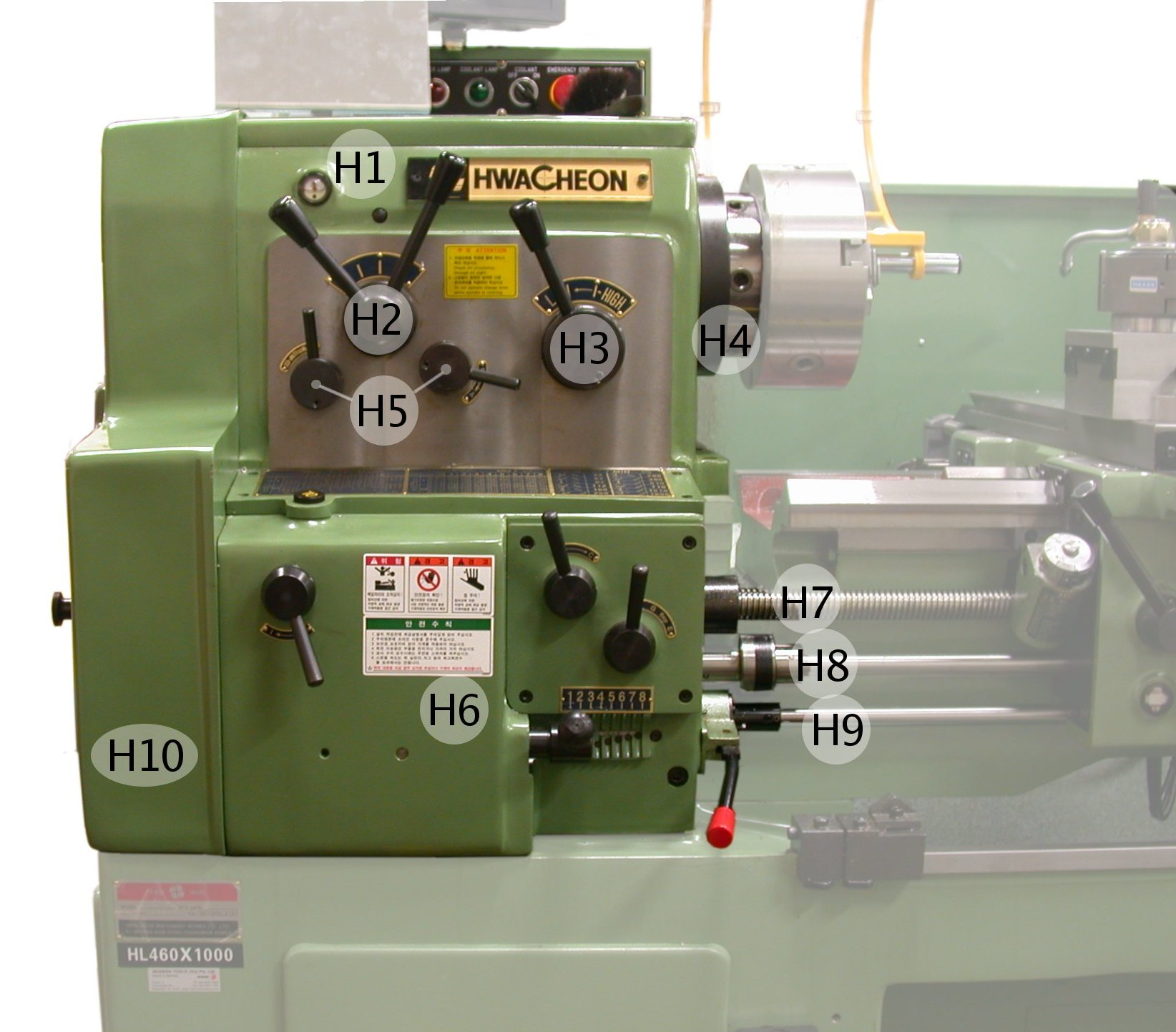
سر دستگاه تراش فلز همراه با توضیحات، اعداد و موارد اشاره شده در متن

این قسمت در سمت چپ دستگاه تراش است (برای تعیین چپ و راست دستگاه تراش مکان حضور اپراتور در روبه‌روی دستگاه ملاک است و در این حالت دست راست اپراتور هم جهت با سمت راست دستگاه است) و بر روی آن تابلو برق، کلیدهای روشن و خاموش، محور چرخشی موتور، اهرم‌های تنظیم سرعت موتور، جعبه دنده و موارد دیگر نیز قرار دارند. سر استوک (H1)، دوک اصلی (H4)، مکانیسم تغییر سرعت (H2 ،H3) و جعبه دنده (H10) در شکل مشخص هستند. این قسمت تا حد ممکن باید محکم ساخته شود زیرا وجود نیروهای برشی و ایجاد ارتعاشات مکانیکی ممکن است محفظه را مخدوش کرده و کیفیت قطعه‌ی کار تمام شده را کاهش دهد. به همین دلیل جنس بدنه‌ی این قسمت عموماً چدنی است.
دوک اصلی به طور کلی توخالی است تا به میله‌های بلند اجازه دهد در طول ناحیه کار گسترش یابند؛ این امر آماده‌سازی و اتلاف مواد را کاهش می‌دهد. محور چرخشی در یاتاقان‌های دقیق کار می‌کند و وسایلی برای اتصال دستگاه‌های نگهدارنده مانند سه نظام یا چهار نظام برای قرارگیری قطعه کار نیز تعبیه شده است. انتهای دوک معمولاً مخروطی وجود دارد که اغلب به‌صورت مخروطی مورس است تا امکان وارد کردن مخروط‌‌های لوله‌ای توخالی (استاندارد مورس) را برای کاهش اندازه سوراخ مخروطی و استفاده از مراکز را فراهم کند. در ماشین‌های قدیمی‌تر (دهه پنجاه میلادی) دوک به‌طور مستقیم توسط یک قرقره تسمه مسطح با سرعت‌های پایین‌تر با دستکاری چرخ دنده اصلی دستگاه به حرکت در می‌آمد. در ماشین‌های بعدی از جعبه‌دنده‌ای استفاده کردند که توسط یک موتور الکتریکی اختصاصی هدایت می‌شد. در این موارد یک سر کاملاً دنده‌ای به اپراتور اجازه می‌دهد تا سرعت‌های مناسب را کاملاً از طریق جعبه‌دنده طراحی شده انتخاب کند.

### سه نظام و چهار نظام(بهانگلیسی:Chuck)
در تراشکاری قطعه کار می‌چرخد و ابزاری به آن نفوذ می‌کند که برای ثابت بودن آن از ابزاری به اسم سه نظام یا چهارنظام استفاده می‌شود. البته بجز این دو مورد موارد دیگری هم وجود دارند که به نسبت سه نظام یا چهار نظام کمتر رایج هستند. سه نظام برای قطعات غیردوار مناسب نیست و گیره‌بندی آن استحکام کافی در برابر تنش‌های برشی را نخواهد داشت و احتمال رها شدن قطعه‌ها زیاد می‌شود و لازم است برای قطعات غیردوار از چهار نظام استفاده کنند. معمولاً سرعت این سه و چهار نظام‌ها می‌تواند متغیر باشد که برای تنظیم سرعت لازم است خروجی موتور دورهای مختلفی داشته باشد و به این دلیل است که از جعبه‌دنده استفاده می‌کنند.
چهار نظام‌ها به طور کلی دو شکل دارند. در موردی هر چهار فک به‌شکل هم‌زمان باز و بسته می‌شوند که این حالت برای قطعات متقارن مناسب است و در موردی دیگر هر فک به‌شکل مستقل باز و بسته می‌شود تا گیره‌بندی قطعات غیرمتقارن نیز ممکن باشد.

### بستر دستگاه(بهانگلیسی:Bed)
در این بخش از دستگاه تراش مجموعه‌ی نگهدارنده سوپورت‌ها و مرغک که توسط پیچ و مهره روی آن متصل می‌شوند، قرار دارند. بستر دستگاه خود به پایه متصل می‌شود و به سوپورت‌ها و مرغک اجازه می‌دهد تا به موازات محور دوک حرکت کنند. این امر توسط بسترهای سخت شده و زمینی که سوپورت‌ها و مرغک را در یک مسیر تنظیم شده مهار می‌کنند، تسهیل می‌شود. سوپورت‌ها با استفاده از سیستم قفسه و چرخ دنده جناحی حرکت می‌کنند. پیچ انتقال قدرت با گام دقیق، سوپورت‌ را که ابزار برش را نگه می‌دارد، از طریق جعبه‌دنده‌ای که از روی پایه هدایت می‌شود، به حرکت در می‌آورد. هنگامی که یک ماشین تراش نصب می‌شود، اولین مرحله تراز کردن آن است که به اطمینان از عدم پیچ‌خوردگی یا خمیده نبودن بستر اشاره دارد. نیازی به ساخت دستگاه دقیقاً افقی نیست اما برای دستیابی به هندسه برش دقیق بستر باید کاملاً پیچ‌نخورده باشد.

### تنظیم کننده‌ی جهت حرکت ابزار
این اهرم برای تنظیم جهت حرکت ابزار از راست به چپ یا برعکس مورد استفاده قرار می‌گیرد. پیچ تغذیه (H8) یک میل کاردان محرک طولانی است که به مجموعه‌ای از چرخ دنده‌ها اجازه می‌دهد تا مکانیسم‌های سوپورت‌ها را به حرکت درآورند. این چرخ‌دنده‌ها در کف سوپورت‌ها قرار دارند. هم پیچ انتقال قدرت و هم پیچ ماردون شکل (H7) توسط جعبه‌دنده یا یک گیربکس میانی به نام گیربکس نورتون (H6) هدایت می‌شوند. این چرخ دنده‌های میانی اجازه می‌دهد تا نسبت و جهت صحیح برای چرخ دنده‌های حلزونی تنظیم شود. یک رابطه ثابت بین تعداد چرخش‌هایی که اسپیندل انجام می‌دهد و تعداد چرخش‌هایی که پیچ انتقال قدرت انجام می‌دهد، وجود دارد که به کمک چرخ‌دنده هرزگرد (که توسط H5 کار می‌کند) به‌دست می‌آید. این نسبت باعث می‌شود که پیچ‌ها بدون کمک قالب بر روی قطعه کار بریده شوند. برخی از ماشین‌های تراش تنها یک پیچ انتقال قدرت دارند که تمام اهداف حرکت سوپورت‌ها را انجام می‌دهند.

### نگه‌دارنده سوپورت‌ها

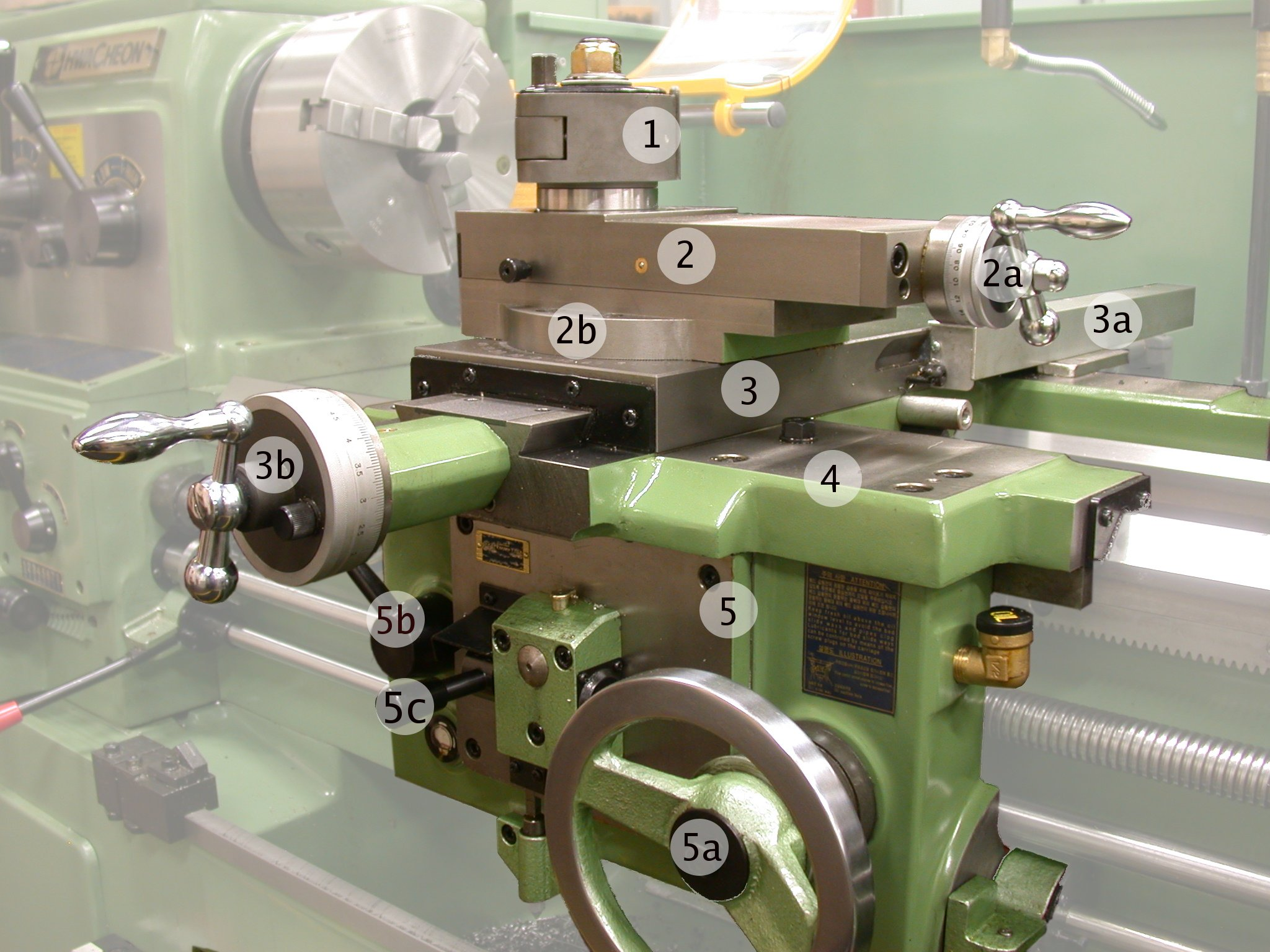
قطعات نگهدارنده سوپورت تراش

نگه‌دارنده سوپورت‌ها شامل ابزار گیر، سوپرت فوقانی، سوپورت عرضی، سوپورت طولی، تکیه گاه و جعبه دنده است. نگه‌دارنده سوپورت‌ها در ساده‌ترین شکل خود، ابزارگیر را نگه می‌دارد و آن را به صورت طولی یا عمودی تحت کنترل اپراتور حرکت می‌دهد. اپراتور سوپورت‌ها را به صورت دستی از طریق فرمان (5a) یا به طور خودکار با درگیرکردن محور تغذیه با مکانیسم تغذیه سوپورت‌ها (5c) حرکت می‌دهد. چرخ‌های‌دستی (2a, 3b, 5a) روی سوپورت‌ها و ابزار‌های مربوط به آن‌ها برای سهولت و کمک به ایجاد برش‌های تکرارشونده کالیبره می‌شوند. ابزار باید به صورت دقیق در موقعیت خود محکم شده باشد و برای این موضوع است که از ابزارگیر استفاده می‌کنند (1). سوپورت فوقانی در کاربرد اول با کمک یک سنجه‌ی دقیق ابزار کار را با اندازه‌ی دلخواه اپراتور در راستای عمود و یا به سمت جلو و عقب حرکت می‌دهد؛ از طرفی این وسیله برای تنظیم زاویه‌ی کار نیز قابلیت دوران دارد که با باز کردن دو یا چند پیچ اتصال و چرخاندن این ترکیب تنظیم می‌شود. به‌طورکلی، دستگاه تراش‌های کنترل عددی (به انگلیسی: CNC) دارای سوپورت فوقانی نیستند، زیرا حرکت مخروطی با کنترل عددی با حرکت همزمان سوپورت و لغزش صفحه‌ای قابل دستیابی است. اکثر ماشین‌های تراش، منبع تغذیه‌ای برای سوپورت فوقانی ندارند؛ به همین منظور این حرکت با یک فرمان دستی ممکن می‌شود (2). سوپورت عرضی دقیقا زیر سوپورت فوقانی است و برای تغییر مکان عرضی ابزار و سوپرت فوقانی استفاده می‌شود. سوپورت طولی هم برای تغییر مکان سوپورت فوقانی، طولی و عرضی ابزار کاربرد دارد (3). جعبه‌دنده سوپرت‌ها، همانطور که از اسمش مشخص است، برای جابجایی سوپورت‌های عرضی و طولی کاربرد دارد. در آخر به قسمتی که سوپرت طولی روی آن است، تکیه‌گاه سوپورت می‌گویند (4).

### دستگاه مرغک

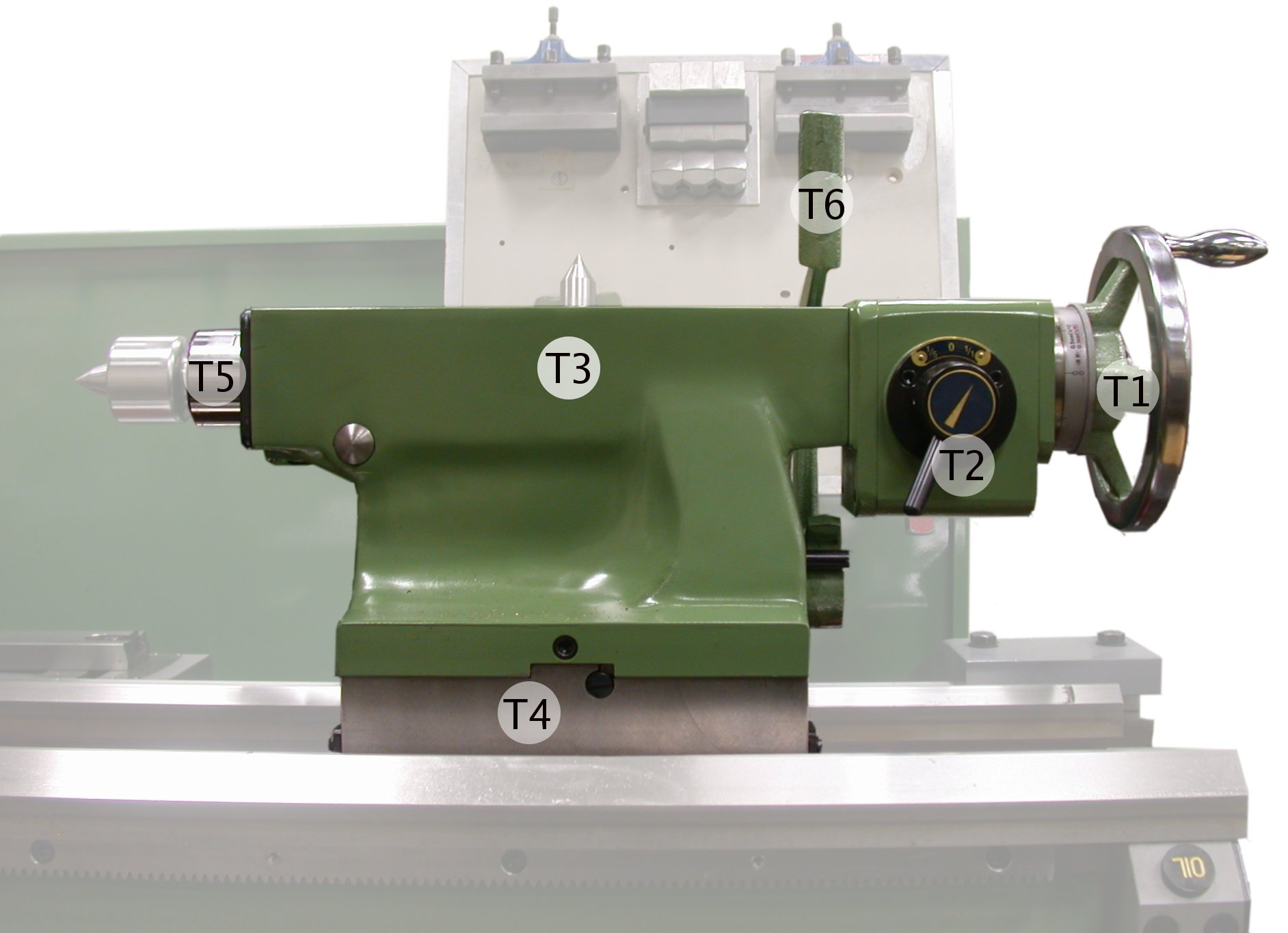
دستگاه مرغک و موارد دارای شماره‌ که در متن توضیح داده شده‌اند.

مرغک درون یک محفظه قرار گرفته است و با کمک یک فرمان امکان جابه‌جایی محوری دارد؛ به مجموعه‌ی این دو دستگاه مرغک می‌گویند. دستگاه مرغک در تراشکاری قطعات بلند، سوراخکاری قطعات، مخروط تراشی و لنگ تراشی کاربردی عمل می‌کند. اسپیندل (T5) نمی‌چرخد، اما تحت تأثیر پیچ و فرمان دستی (T1) به صورت طولی حرکت می‌کند. دوک شامل مخروطی برای نگه داشتن مته‌ها، مراکز و سایر ابزارها نیز هست. این دنباله را می‌توان در امتداد بستر دستگاه قرار داد و (T6) را در موقعیتی که قطعه کار دیکته می‌کند، محکم کرد. برای چرخاندن مخروطی‌های کوچک و هم تراز کردن مجدد مرغک با محور بسترش، پیش‌بینی شده است که مرغک (T4) از محور دوک‌ها جدا شود. تصویر (T2)، یک جعبه‌دنده کاهشی را بین فرمان‌ دستی و دوک نشان می‌دهد؛ جایی که مته‌های بزرگ ممکن است به اهرم اضافی نیاز داشته باشند. قلم قطع کننده، معمولاً از فولاد تندبر یا کاربید ساخته شده است.

## انواع دستگاه تراش فلز
انواع زیادی از ماشین‌های تراش در زمینه فلزکاری وجود دارد. برخی از تفاوت‌ها چندان واضح نیستند، و برخی از این تفاوت‌ها تنها در یک ناحیه‌ای خاص هستند. به‌ عنوان‌ مثال، ماشين تراش متمرکز یک ماشین دو سر است که در آن قطعه‌ کاری ثابت می‌ماند و سرها به سمت قطعه کاری حرکت می‌کنند و یک سوراخ مرکزی در هر انتهای آن ایجاد می‌کنند. سپس قطعه‌ کاری به دست آمده ممکن است در عملیات دیگری به صورت "بین مرکزی" استفاده شود. پلاستیک‌ها و سایر مواد کامپوزیتی نیز به‌طور گسترده مورد استفاده قرار می‌گیرند و می‌توان همان اصول و تکنیک‌هایی را در ماشین‌کاری آن‌ها به کار برد که برای فلزها نیز استفاده می‌شوند.
ماشين تراش‌ها انواع بسیار زیادی دارند و حتی در یک نوع خاص بسته به سال ساخت، اندازه، محدوده قیمت یا ویژگی‌های مورد نظر، می‌توانند بسیار متفاوت باشند. در حالت کلی چند مورد از انواع این ماشین‌‌ها به شرح زیر هستند.

### ماشین تراش متمرکز (ماشین تراش مرغک‌دار)
این نوع ماشین تراش برای آموزش و تراش کارهای کوچک مورد استفاده قرار می‌گیرد و به همین دلیل در این دستگاه انتقال حرکت به‌صورت چرخ تسمه‌ای انجام می‌شوند. دو نوع «ماشین تراش کوچک رومیزی» و «ماشین تراش کوچک پایه‌دار» در آن‌ها رایج است. این ماشین‌ها عموماً از نظر قیمت نسبت سایر ماشین‌ها ارزان‌تر هستند.

### تراش‌های ابزارسازی
این ماشین‌ها دقت بیشتری نسبت به‌سایر ماشین‌ها دارند و بعضی از آن‌ها با دستگاه‌های مخصوص تراش دقیق‌تر مجهز شده‌اند. وظیفه اصلی این ماشین‌ها، تهیه ابزار برای کارخانه‌های تولیدی است و معمولاً در هر دو شکل رومیزی و پایه‌دار وجود دارند. از نوع رومیزی آن برای تراش قطعات کوچک و کوتاه، که دارای قطر کم هستند، استفاده می‌شود. نوع پایه‌دار آن‌ها دقیق و بزرگ است که سرعت‌های مختلف را پوشش می‌دهد و دارای ترمزی برای قطع و کنترل‌کردن سرعت است.

### سری تراش (ماشین‌تراش دوار)

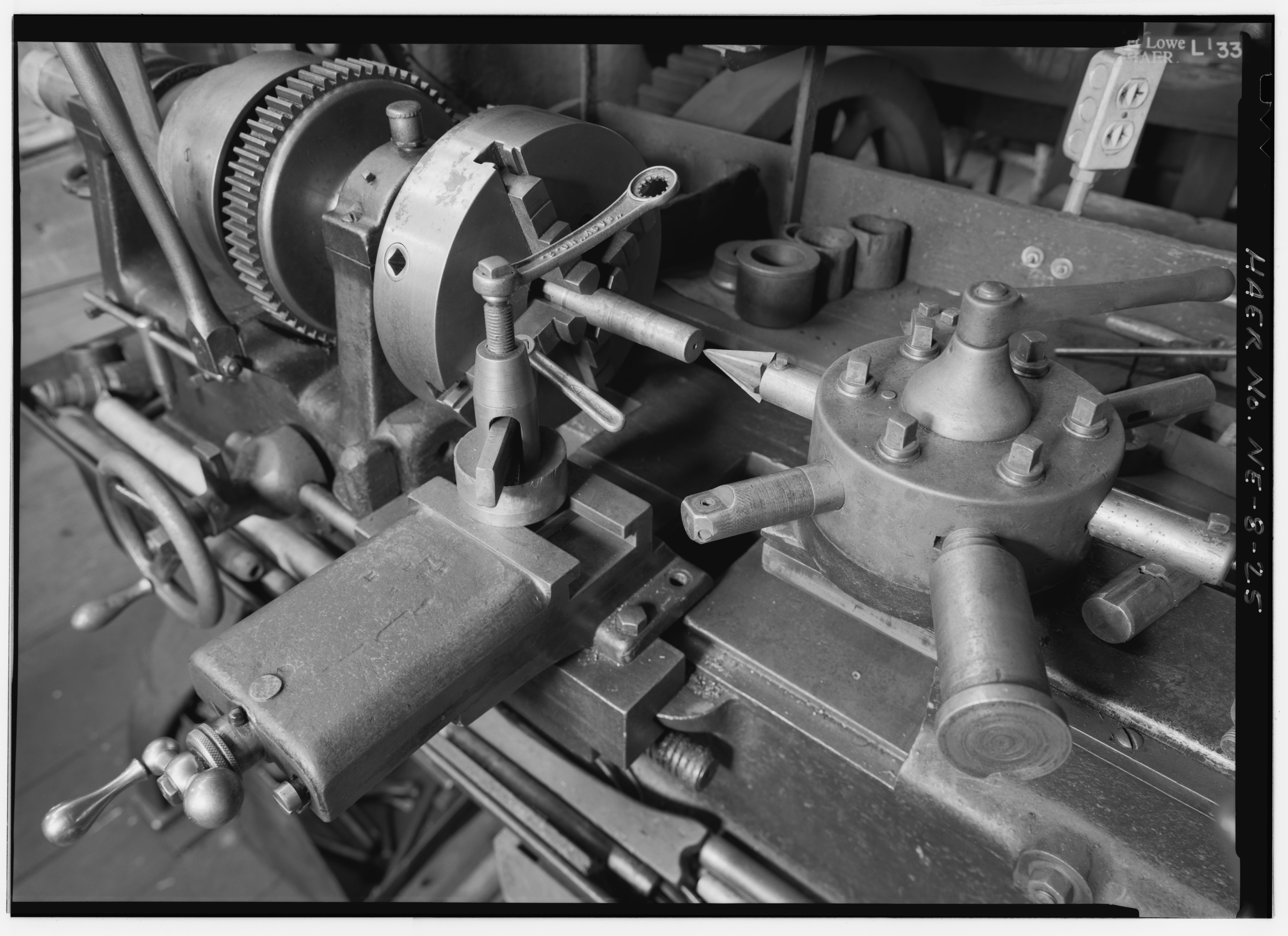
نوعی از ماشین‌تراش دوار

ماشین‌های سری تراشی، یکی از انواع ماشین‌های تراش فلزات، چوب، پلاستیک‌ها و... است که برای تولید تعداد زیادی از قطعات یا قطعه‌هایی که به‌طور یکسان مورد نیاز هستند، کاربرد دارند. آن‌ها دارای سرهایی شش ضلعی هستند که به جای مرغک بر روی اتصال زینی نصب می‌شود. در این سرهای شش ضلعی می‌توان ابزارهای مختلفی را ثابت کرد تا منجر به انجام چندین عملیات روی قطعه کار شود. پس از هر عملیات، سری چرخانده می‌شود و این موضوع منجر به تولید انبوه قطعات قابل تعویض با استفاده از یک دستگاه می‌شود. آن‌ها برای انجام عملیات‌های متوالی بر روی قطعه کار مناسب هستند. استفاده از دستگاه واحد برای عملیات‌های مختلف می‌تواند باعث صرفه جویی در زمان و همچنین کاهش خطای کار شود. ماشین‌تراش‌های دوار برای تولید انبوه قطعات مؤثر واقع می‌شوند و نسخه پیشرفته‌تر ماشین‌های تراش‌های چرخی هستند. سری تراش همچنین دارای سه پایه ابزار است اما در مقایسه با سایر ماشین‌های تراش به فضای بزرگی نیاز دارند. آن‌ها عموماً برای کارهای بزرگ نیز استفاده می‌شوند و مزیت اصلی استفاده از سری تراش‌ها این است که اپراتورهای با مهارت کمتر نیز می‌توانند با آن‌‌ها کار کنند.

### ماشین‌تراش اتوماتیک

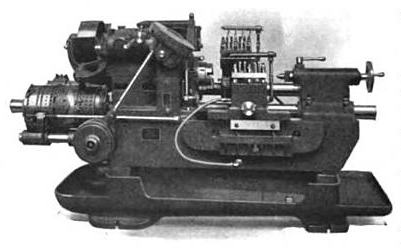
نمونه‌ای از ماشین‌تراش اتوماتیک

ماشین‌تراش اتوماتیک از دوکی با سرعت بالا تشکیل شده‌اند و برای ساخت وسایلی مانند چوب بیسبال، کاسه و قطعات مختلف مبلمان استفاده می‌شود. این دستگاه تراش در مقایسه با سایر دستگاه‌های تراش ساده‌تر است و شامل مرغک و سری ابزار است. از طرفی مکانیزم تغذیه ندارد و به‌صورت دستی کار می‌کند. سرعت این ماشین‌های تراش بین ۱۲۰۰ تا ۳۶۰۰ دور در دقیقه است. مزیت اصلی استفاده از ماشین تراش اتوماتیک این است که ۴ تا ۵ دستگاه را می‌توان توسط یک اپراتور و در زمان واحد به کار گرفت. ماشین‌های تراش اتوماتیک، ماشین‌های سنگین و همچنین ماشین‌هایی با سرعت بالا به حساب می‌آیند.

### ماشین‌ تراش‌ کنترل عددی

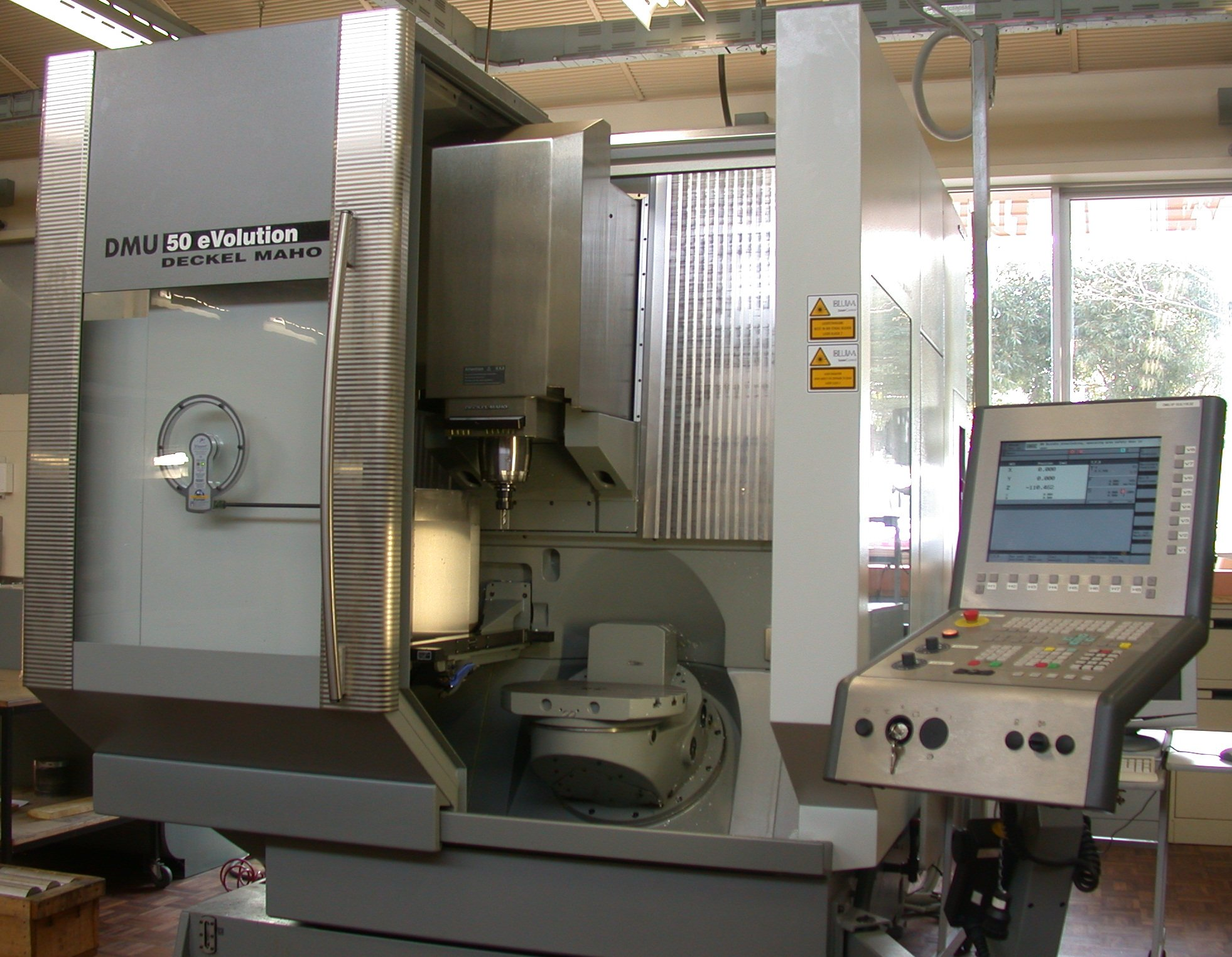
یک مرکز فرزکاری (Milling Center) با کنترلر عددی. منظور از مرکز در ماشین‌های ابزار، توانایی انجام بسیاری از فرایندها (برای مثال فرزکاری، دریل کاری، قلاویزکاری و بورینگ) است. ماشین‌آلات قدیمی‌تر تنها توانایی انجام یک یا دو عملیات را داشتند.

ماشین‌تراش‌های کنترل عددی با همان اجزایی ساخته می‌شوند که ماشین تراش‌های دستی ساخته شده‌اند. آن‌ها تنها یک جزء مهم اضافی دارند که پانل کنترل عددی است. با استفاده از کنترل این پنل، ارائه دستورالعمل‌های ورودی و همچنین اجرای برنامه‌های مطلوب ممکن می‌شود. آن‌ها برای طیف گسترده‌ای از صنایع مانند هوافضا، خودرو و غیره استفاده می‌شوند. این سیستم‌ها با اعمال و درج مستقیم داده‌های عددی کنترل می‌شوند. این سیستم‌ها باید حداقل برخی از داده‌ها را به طور خودکار تفسیر کنند. این تراش‌ها دقت بالاتری دارند و کار را سریع‌تر انجام می‌دهند. آن‌ها جزو انواع بسیار پیشرفته تراش‌ها هستند و از برنامه‌نویسی کامپیوتری برای کنترل ماشین ابزار استفاده می‌شود. هنگامی که نقشه‌ی کاری به کامپیوتر داده می‌شود (مثلاً به‌‌صورت CAD/CAM)، طبق برنامه، عملیات تراش کاری با دقت بسیار بالا و همچنین سرعت بالا، شروع می‌شود. حتی یک کارگر نیمه ماهر نیز می‌تواند پس از انجام تنظیمات اولیه با این وسیله به راحتی کار کند.
این ماشین‌تراش‌ها دارای سیستم‌های کنترلی نقطه-به-نقطه و سیستم مسیر پیوسته هستند و شامل نمونه‌های زیادی نظیر موارد زیر هستند:
- دستگاه فرز
- دستگاه تراش
- دستگاه برش پلاسما
- دستگاه تخلیه الکتریکی (به انگلیسی: EDM)
- دستگاه برش جت آب

### ماشین‌های‌تراش خاص
ماشین‌های تراش با هدف ویژه برای تولید قطعات یکسان با وظایف سنگین مناسب‌تر هستند. علاوه بر این، این ماشین‌های تراش عملکردهای خاصی را نیز انجام می‌دهند که توسط ماشین‌های تراش استاندارد قابل انجام نیستند. برخی از نمونه‌های ماشین‌های تراش با کاربرد خاص عبارتند از: تراش‌های جواهرسازی رومیزی، ماشین‌های تراش میل‌لنگ، تراش‌های چرخ دار، تراش‌های عمودی، تراش‌های چند دوکی، تراش‌های تکراری، تراش‌های تولیدی و غیره که نمونه‌هایی از ماشین‌های تراش با کاربردهای خاص هستند.

## سرعت و میزان برش

### نرخ پیشروی
میزان جابجایی ابزار یا میزان براده‌برداری به ازای هر دور چرخش اسپیندل را نرخ پیشروی می‌گویند. همچنین به‌عنوان سرعتی که کاتر در مقابل قطعه کار قرار می‌گیرد نیز، تعریف می‌شود. با کاهش نرخ پیشروی پیش‌بینی می‌شود که کیفیت سطح بهتری داشته باشیم ولی با این وجود در این صورت نیاز به زمان بیشتری برای تراشکاری داریم و از طرفی افزایش زیاد از حد نرخ این پیشروی نیز اثر منفی روی عمر ابزارها و کیفیت سطح می‌گذارد. میزان این اثرگذاری بر روی قطعات سخت بیشتر است.

### سرعت برش
سرعت برش به طور کلی به‌عنوان سرعت نسبی بین سطح قطعه کار و ابزار برش تعریف می‌شود. برخی از کارشناسان همچنین آن را به عنوان سرعت حرکت قطعه کار از لبه برش ابزار نیز تعریف می‌کنند. سرعت برش یک عامل کاملاً مهم در تعیین سایر پارامترهای ماشین‌تراش‌های کنترل عددی مانند دمای برش، مصرف برق، عمر ابزار و غیره است. تأثیر آن در این پارامترهای گفته شده نشان از تفاوت قابل‌‌توجهی بین مفهوم نرخ پیشروی و سرعت برش می‌دهد.

### روابط ریاضی
نرخ پیشروی و سرعت برش با توجه به نوع ماشین‌تراش از روابط مشخص ریاضی پیروی می‌کنند. نرخ پیشروی، سرعت برش و یک سری از پارامترهای ماشین‌تراش‌(کنترل عددی) را می‌توان از روابط زیر به‌دست آورد: (Z تعداد دندانه‌ها، D قطر و {\displaystyle f_{z}} معیاری برای نسبت نرخ پیشروی به یک دندانه است.)
سرعت برش: (بر حسب {\displaystyle {m \over min}})                                                                                                                                 {\displaystyle V_{C}={\pi \times D\times n \over 1000}}
دور چرخش اسپیندل: (بر حسب {\displaystyle {1 \over min}})                                                                                                        {\displaystyle n=(V_{c}\div pi\div D)\times 1000}
نرخ پیشروی: (بر حسب {\displaystyle {mm \over min}})                                                                                                                                   {\displaystyle V_{f}=n\times f_{z}\times Z}
نسبت نرخ پیشروی به تعداد دندانه‌ها: (بر حسب {\displaystyle {mm \over tooth}})                                                                                                        {\displaystyle f_{z}={V_{f} \over n\times Z}}

## قابلیت‌های دستگاه‌ تراش فلز
دستگاه‌های تراش با توجه به نیاز و نوع قطعه‌ی کاری قابلیت اجرای فرآیندهای متفاوتی در ساخت قطعات دارند که بعضی از این قابلیت‌ها به شرح زیر هستند.

### پیشانی‌تراشی یا کف‌تراشی(بهانگلیسی:Facing)
انجام این فرایند معمولاً اولین مرحله از هر عملیات تراش بر روی قطعه‌ی کاری است. به ابتدا و انتهای قطعه کار پیشانی می‌گویند. با توجه به این تعریف به تراشکاری ابتدا و انتهای قطعه پیشانی‌تراشی گفته می‌شود. هدف از این کار کاهش طول قطعه، عمود کردن سطح پیشانی نسبت به محور و قرار گرفتن آن در زاویه مناسب است. به طور خلاصه می‌توان گفت که ابزار در امتداد شعاع قطعه کار حرکت می‌کند تا با برداشتن یک لایه نازک از مواد، طول قطعه مورد نظر و سطح صاف مطلوب را ایجاد کند.

### روتراشی(بهانگلیسی:Turning)
براده‌برداری از سطوح خارجی قطعات روتراشی نامیده می‌شود و یکی از پرکاربردترین فرآیندهای دستگاه‌های تراش است. این عملیات به دو صورت خشن‌کاری و پرداخت‌کاری است که در خشن‌کاری عمق برش و میزان پیشروی زیاد و سرعت براده برداری کم است و در پرداخت‌کاری عمق‌برش و نرخ پیشروی اندک اما سرعت براده‌برداری زیادی داریم.

#### روتراشی پله‌ای(بهانگلیسی:Step Turning)
در این نوع روتراشی شاهد دو سطح با تغییر ناگهانی قطر بین آن‌ها هستیم.

#### روتراشی مخروطی(بهانگلیسی:Taper Turning)
در روتراشی مخروطی به دلیل حرکت زاویه‌دار بین قطعه کار و ابزار برش، یک سطح شیب‌دار بین دو سطح با قطرهای متفاوت ایجاد می‌شود.

#### روتراشی پَخ‌شکل(بهانگلیسی:Chamfer Turning)
مشابه روتراشی پله‌ای، روتراشی پخ باعث تغییر قطر بین دو سطح می‌شود با این تفاوت که این تغییر قطر ناگهانی نیست و به‌صورت شیب‌دار است.

#### روتراشی  کانتوری یا فرم‌دهی(بهانگلیسی:Contour Turning)
در این نوع روتراشی ابزار برش به‌صورت محوری مسیر را با یک هندسه از پیش تعریف شده دنبال می‌کند. حداقل چندین گذر از ابزار کانتور برای ایجاد خطوط دلخواه در قطعه کار ضروری است. در واقع ابزار با کانتور دلخواه بر روی قطعه کار در حین چرخش فشرده می‌شود تا قطعه مطابق با کانتور آن تغییر شکل گیزد.

### داخل‌تراشی(بهانگلیسی:Boring)
در فرایند داخل تراشی، ابزار تراش به‌صورت محوری وارد قطعه کار می‌شود و مواد را در امتداد سطح داخلی جدا می‌کند تا اشکال مختلف را ایجاد کند یا سوراخ موجود را بزرگ‌تر کند و نیازمند ابزار داخل تراش است.
مته‌های سوراخ‌کاری قطر پیوسته‌ای ندارند و برای حل این مشکل ابتدا با نزدیک‌ترین مته‌ی سوراخ‌کاری، سوراخی را ایجاد می‌کنیم و سپس از فرایند داخل‌تراشی برای رسیدن به نتیجه دلخواه و قطر مورد نظر استفاده می‌شود.

### شیارزنی(بهانگلیسی:Grooving)

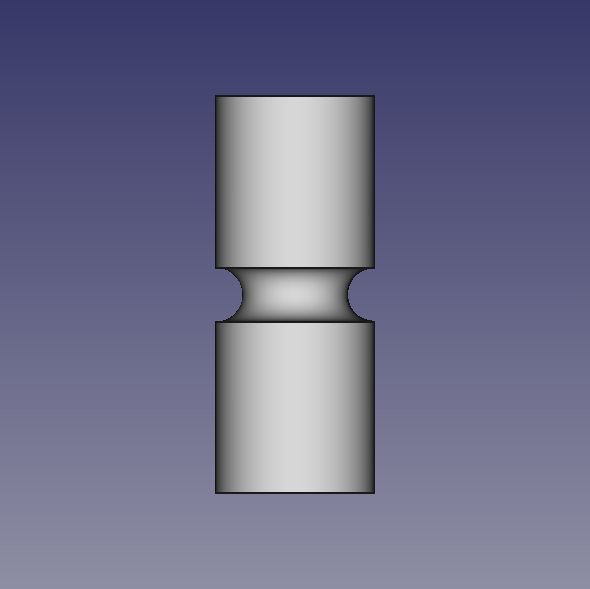
یک شیارزنی روی محور (شفت) توسط طراحی به کمک رایانه

برای شیارزنی توسط دستگاه تراش از ابزارهای خاصی استفاده می‌شود. این ابزار‌ها عرض اندکی دارند و برای موقعیت‌دهی در ابزارگیر تجهیزات کمکی می‌خواهند. اندازه برش بستگی به عرض ابزار برش دارد. دو نوع عملیات شیار‌زنی خارجی و شیارزنی پیشانی یا کف وجود دارند. در شیارزنی خارجی، یک ابزار به صورت شعاعی به سمت قطعه کار حرکت می‌کند و مواد را در جهت برش جدا می‌کند. در شیارزنی کف، ماشین‌های ابزار در پیشانی قطعه کار شیار می‌زند.

### برشکاری(بهانگلیسی:Parting)
برشکاری قطعات توسط دستگاه تراش نیز امکان‌پذیر می‌باشد، به‌نوعی که فرایند همان شیارزنی با عمق بیشتر است. در این فرآیند از ابزاری برای ورود به قطعه کار به شکل عمود بر محور چرخش و ایجاد یک برش پیشرونده در حین چرخش قطعه استفاده می‌شود. پس از رسیدن لبه ابزار برش به مرکز قطعه کار، قطعه کار می‌افتد. یک قطعه‌گیر نیز اغلب برای گرفتن قطعه حذف شده استفاده می‌شود.

### پیچ‌تراشی یا رزوه‌زنی(بهانگلیسی:Threading)
رزوه‌کاری یک عملیات چرخشی است که در آن ابزاری در امتداد کنار قطعه کار حرکت می‌کند و رزوه‌ها را در سطح بیرونی برش می‌دهد. رزوه‌ یک شیار مارپیچ یکنواخت با طول و گام مشخص است. رزوه‌های عمیق‌تر به چندین مرحله رزوه‌زنی نیاز دارند.

### آج‌زنی(بهانگلیسی:Knurling)

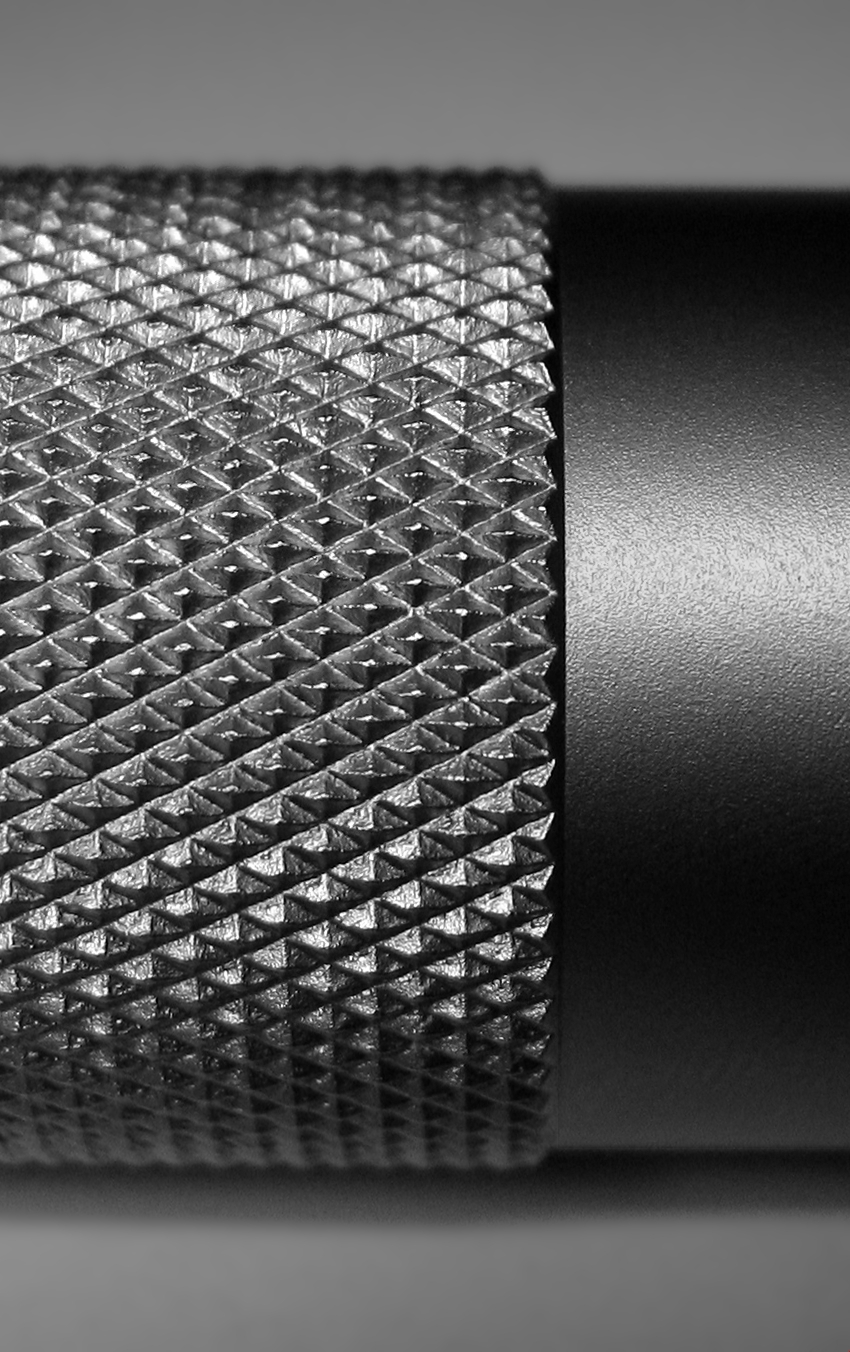
یک قطعه کار استوانه‌ای که با الگوی الماسی آج‌زنی شده‌ است.

عملیات آج‌زنی باعث ایجاد الگوهای دندانه‌دار در سطح یک قطعه می‌شود. آج‌زنی در نواحی مشخصی از قطعات که توسط دست گرفته می‌شوند و یا نیاز به افزایش اصطکاک و جلوگیری از رها شدن دارند، کاربرد دارد. این فرآیند ماشینکاری از یک ابزار منحصر به فرد استفاده می‌کند که از یک استوانه‌ای منفرد یا چندگانه تشکیل شده است که می‌تواند در داخل نگهدارنده ابزار بچرخد. حلقه‌ها حاوی دندانه‌هایی هستند که روی سطح قطعه کار می‌پیچند تا الگوهای دندانه‌دار ایجاد کنند. متداول‌ترین نوع آج‌زنی، الگوی الماسی است. پس از آجزنی به علت کارسختی، سطح استحکام بالاتری نیز خواهد داشت. انواع آج‌های مستقیم، راست دندانه و چپ دندانه، مقعر و محدب از نظر ظاهری وجود دارند.(جهت مطالعه‌ بیشتر)

### دریل‌کردن(بهانگلیسی:Drilling)
با عملیات دریل مواد را از داخل قطعه کار جدا می‌کنند. نتیجه دریل کردن سوراخی با قطری برابر با اندازه مته مورد خواهد بود. مته‌ها معمولاً روی یک مرغک یا ابزار نگه‌دارنده نصب می‌شوند.

### برقوزنی(بهانگلیسی:Reaming)
در دستگاه‌های تراش با نصب برقو به‌جای مرغک امکان افزایش قطر یا صافی سطح سوراخ روی پیشانی قطعه کار ممکن است. در عملیات برقوزنی، برقوزن را از انتها به‌صورت محوری وارد قطعه کار می‌کنند و سوراخ موجود را تا اندازه قطرش گسترش می‌دهند. برقوزنی حداقل مقدار مواد را حذف می‌کند و اغلب پس از سوراخ کاری انجام می‌شود (بسته به نوع آن) تا هم قطر دقیق‌تر و هم سطح داخلی صاف تر به دست آید.